# Stenocereus stellatus
Stenocereus stellatus  es una especie de planta fanerógama de la familia Cactaceae. Es endémica México donde se encuentra en Chiapas, Guerrero, Oaxaca, Puebla y Morelos, común a altitudes desde 500 hasta 2.000 m.

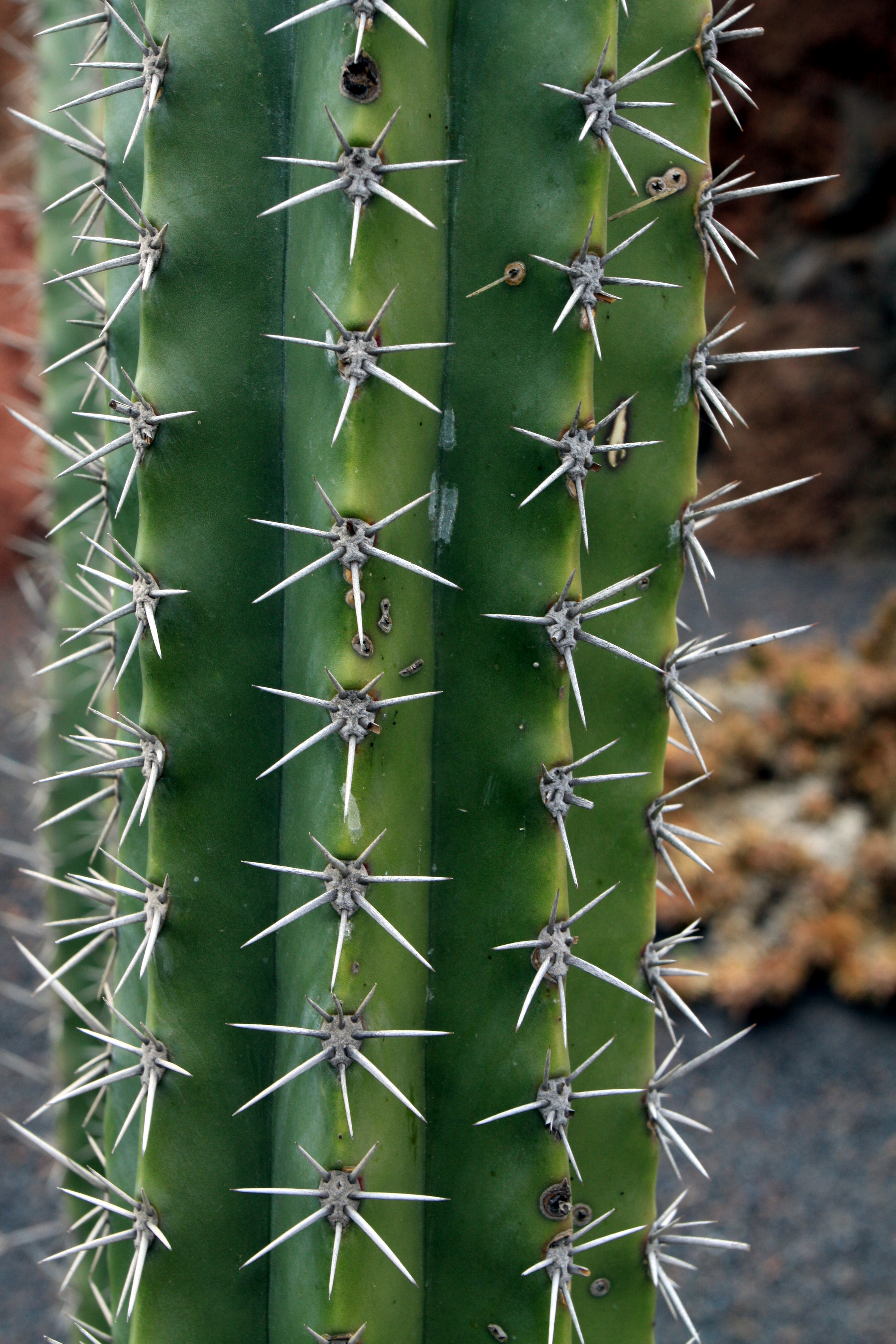
Detalle

## Descripción
Stenocereus stellatus  es un árbol o arbusto  ramificado desde la base  y que alcanza una tamaño de 2 a 4 m de altura. Forma un tronco corto. Los brotes de color verde oscuro a verde azulado, los brotes verticales tienen un diámetro de 7- 10 cm. Tiene de ocho a doce costillas romas, redondeadas y se articula en las cúspides  que son de hasta 2 cm de alto. La mayoría tiene en las areolas tres espinas centrales  grises de 2 a 6 cm de largo. Las siete a nueve espinas radiales son grises y tienen una punta más oscura, son más cortas que las espinas centrales. La flor es tubular en forma de campana estrecha, de color rosa brillante y aparecen cerca de la punta de crecimiento y abren por la noche. Miden 4,5-9 cm de largo. Los frutos son esféricos, verdes o rojos y alcanzan un diámetro de 5 a 6 centímetros. La carne es de color blanco o rojo.

## Taxonomía
Stenocereus stellatus fue descrita por  (Pfeiff.) Riccob. y publicado en Bollettino delle r. Orto Botanico e Giardino Coloniale di Palermo 8: 253. 1909.
Etimología
Stenocereus: nombre genérico que deriva de las palabras griegas:
"στενός" (stenos) para "apretado, estrecho" y se refiere a las costillas relativamente estrechos de las plantas y cereus para "cirio, vela".
stellatus: epíteto latíno que significa "estrellado"
Sinonimia
- Lemaireocereus stellatus (Pfeiff.) Britton & Rose[4]